# Superagonist
U farmakologiji, superagonist je tip agonista čiji maksimalni respons nadmašuje respons endogenog agonista datag receptora, i stoga je njegova efikasnost veća od 100%. Na primer goserelin je superagonist  receptora gonadotropin oslobađajućeg hormona.